# Arnold Boghaert

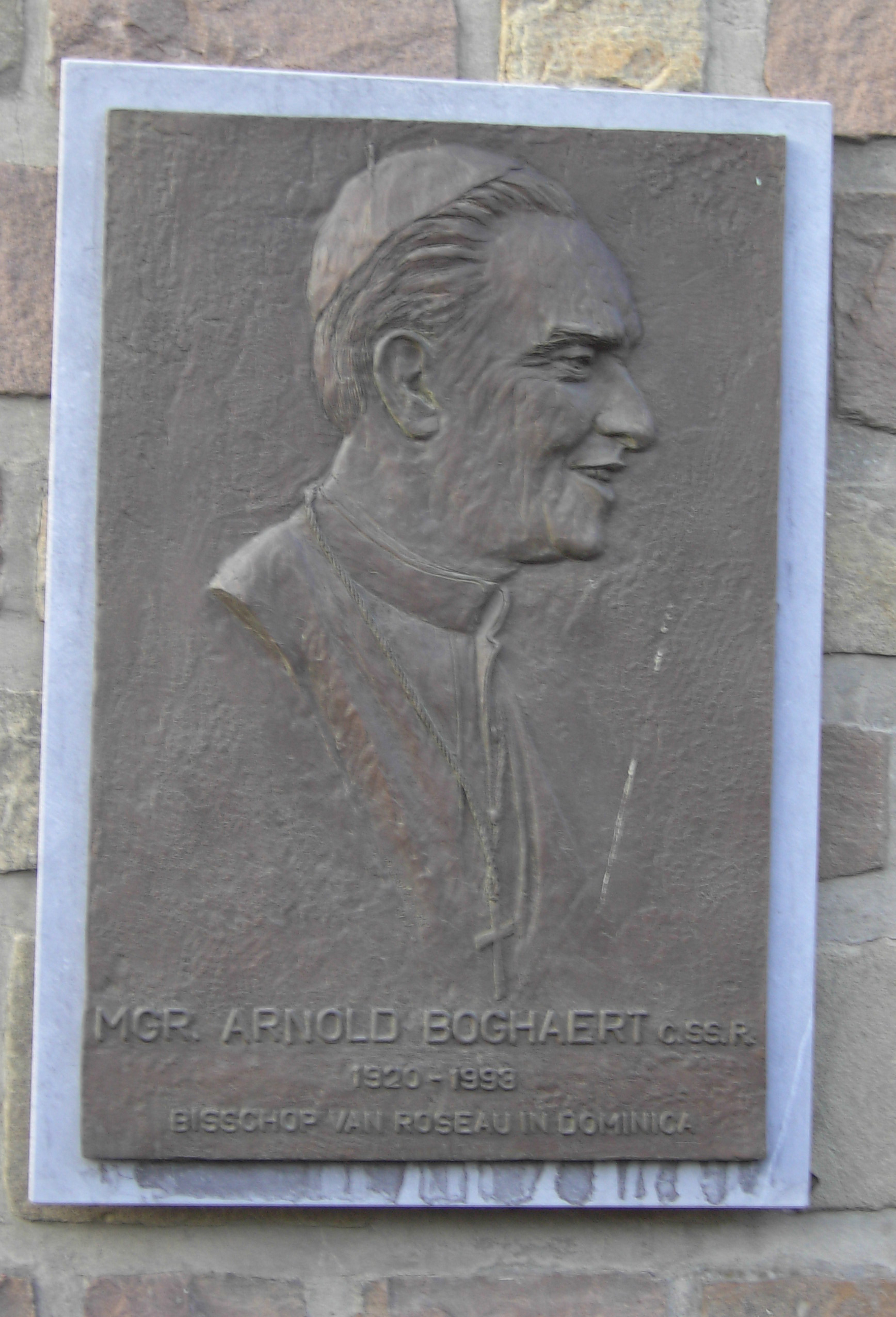
Mgr. Arnold Boghaert.

Arnold Boghaert (Landegem, 21 oktober 1920 - Roseau (Dominica), 29 november 1993) was een Belgisch rooms-katholiek priester, redemptorist en bisschop. Hij was de zoon van Raymond Boghaert, die hoofdonderwijzer was in Landegem.
In 1944 werd hij priester gewijd, in 1956 vertrok hij als missionaris naar Roseau (Dominica) op het eiland dat behoort tot de Bovenwindse Eilanden van de Kleine Antillen.
Arnold Boghaert werd er onmiddellijk benoemd tot titulair bisschop van Sufetula en in 1957 werd hij bisschop van Roseau (Dominica).
In Landegem blijft hij in de herinnering door een plakket aan de muur van de plaatselijke kerk.